# Вал Мазино
Вал Мазино (итал. Val Masino) је насеље у Италији у округу Сондрио, региону Ломбардија.
Према процени из 2011. у насељу је живело 963 становника. Насеље се налази на надморској висини од 824 м.

## Становништво
| 1931. | 1936. | 1951. | 1961. | 1971. | 1981. | 1991. | 2001. | 2011. |
| ----- | ----- | ----- | ----- | ----- | ----- | ----- | ----- | ----- |
| 1.106 | 1.077 | 1.176 | 1.131 | 1.061 | 989   | 931   | 963   | 939   |